# École africaine de la météorologie et de l'aviation civile
L'École africaine de la météorologie et de l'aviation civile (EAMAC) est un établissement public à caractère administratif africaine créée en 1963 et située à Niamey (Niger) qui forme des ingénieurs aéronautiques, des techniciens aéronautiques et des contrôleurs aériens. Elle constitue l'une des trois écoles formation de l'Agence pour la sécurité de la navigation aérienne en Afrique et à Madagascar,.

## Partenaires internationaux
- École nationale de l'aviation civile
- École nationale de la météorologie
- OMN
- EUMETSAT
- Organisation de l'aviation civile internationale